# Troupe de La Monnaie en 1766

## Composition de la troupe duThéâtre de la Monnaieen1766
L'année théâtrale commence le 31 mars 1766 et se termine le 7 mars 1767.
| Acteurs et chanteurs            | Actrices et chanteuses      |
| ------------------------------- | --------------------------- |
| Châtillon                       | Bordier                     |
| Compain                         | Angélique D'Hannetaire      |
| D'Hannetaire                    | Eugénie D'Hannetaire        |
| Dubois                          | Suzette Defoye              |
| Durancy                         | Marchainville               |
| Grégoire                        | Rosalide                    |
| Le Petit                        | Sophie Lothaire             |
| Lisis                           |                             |
| Louis                           |                             |
| Mainville                       |                             |
| Prévost                         |                             |
| d'Rozeli                        |                             |
| Serville                        |                             |
| Danseurs et figurants           | Danseuses et figurantes     |
| Saint-Léger, maître des ballets | Granier                     |
| Vincent                         | Artus                       |
| Jouardin                        | Compain                     |
| Laure                           | Durancy                     |
| Lisis                           | James                       |
| L'Orange                        | Louis                       |
| Normand                         | Massin                      |
| Vanderlinden                    | Nogentelle                  |
| Vautier                         | Verneuil                    |
| Vincent                         |                             |
| Orchestre                       |                             |
| Granier, maître de musique      | de La Neuville              |
| Bauwens                         | Langlois                    |
| Bors                            | Poitiaux                    |
| de Burbure                      | Sauerwyn                    |
| Defoye                          | Vanden Broeck               |
| Godecharles                     | Vanderplasse                |
| Autre personnel                 |                             |
| Beaufils, contrôleur            | Jannot, souffleur           |
| Bercaville, inspecteur          | Kerckhove cadet, machiniste |
| Boucherie, imprimeur            | Malaise, perruquier         |
| Dubois, inspecteur              | Manuel, magasinier          |
| Galiez, portier                 | Pery, caissier              |
| Gauson, perruquier              |                             |

### Source
- Spectacle de Bruxelles, 1767.